# Melek
Melek je obec na Slovensku v okrese Nitra. Žije zde 562 obyvatel a rozloha katastrálního území činí 6,19 km².

## Poloha
Obec se nachází v západní části Pohronské pahorkatiny v nivě řeky Žitavy. Území je mírně zvlněné tvořené třetihorními jíly, písky a štěrky, které pokrývá spraš. Nadmořská výška se pohybuje v rozmezí 140 až 230 m n. m., střed obce se nachází ve výšce 170 m. Na území jsou místy zachovány dubové lesy. Zemědělskou půdu tvoří černozem. Na východ od obce se nachází vodní nádrž.

## Historie
První písemná zmínka o obci pochází ze Soupisu papežských desátek z let 1332–1337 jako majetek ostřihomských johanitů uváděná jako Merlek. V roce 1397 byla ve vlastnictví ostřihomského arcibiskupství. V roce 1530 byla vypálena Turky a následně v roce 1618 a 1657. V roce 1601 měla 24 domů, po roce 1657 byla opuštěná. V roce 1720 měla hospodu a dvanáct daňových plátců, v roce 1828 v 57 domech žilo 368 obyvatel. Hlavní obživou bylo zemědělství, vinohradnictví a ovocnářství. V letech 1938–1945 byla připojena k Maďarsku a přejmenována na Mellek.
Školní výuka byla zahájená v roce 1756.

## Památky
- Kostel Krista Krále z let 1948–1950 byl postaven na místě barokního kostela svatého Martina biskupa z roku 1757. Jde o jednolodní stavbu s půlkruhovým závěrem a s věží vestavěnou do štítového průčelí. Ve věži je prolomeno vysoké okno s kamenným křížem a zavěšen zvon z roku 1822.[8]

- Pomník obětem první a druhé světové války[9]
- Kostel svatého Štěpána[10]